# Het Farcetheater
Het Farcetheater is een professioneel theatergezelschap in Vlaanderen. Het werd in 2019 opgericht door Anthony Van Caeneghem die de artistieke werking op zich nam. De thuisbasis van dit gezelschap is Gent, maar heeft verder ook speelplekken in voornamelijk Oost-Vlaanderen, maar ook onder meer Middelkerke en Antwerpen.
Het gezelschap speelt komedies. Bekende namen binnen het gezelschap zijn onder meer Peter Van Asbroeck, Donaat Deriemaeker, Chris Van Espen, Katja Retsin, Jan Schepens, Koen Crucke, Bob De Moor, Martine Jonckheere...

## Producties
- 2019-2020: Harrie let op de kleintjes (Jon van Eerd)
- 2021: Komen Fretn (enkel online) (Chris Van Espen)
- 2021-2022: Taxi Taxi! (Ray Cooney)
- 2022-2023: Groeten uit 2032 (Chris Van Espen)
- 2022-2023: Kerst Zonder Ballen (Ray Cooney)
- 2023: Zo Vader, Zo Zoon (Jon van Eerd)
- 2023-2024: Kerst Met Krukken (Chris Van Espen)
- 2024: Kom van dat dak af (Michael Pertwee)
- 2024: Voor Hetzelfde Geld (Ray Cooney)
- 2024-2025: De Verlegen Versierder (Robin Hawdon)
- 2025: Hotel Politiek (Ray Cooney)